# ФК „Дженоа“
„Дженоа Крикет енд Футбол Клъб“ (Genoa Cricket and Football Club) е професионален футболен клуб от град Генуа, Италия.
Крикет и лекоатлетическата секция в клуба са създадени от пребиваващ в Италия англичанин – Джеймс Спенсли през 1893 г. Дженоа е известен с прозвището „Грифони“, поради животното, което се намира на герба на отбора. Това е най-старият футболен отбор в Италия.

## История
Футболната част на клуба започва своето съществуване през 1897 г. Поради английския характер на отбора, първите екипи на отбора са с цветовете на Английския национален отбор. През същата тази година Дженоа се сдобива със собствен терен в кваратал Понте Карега. Не след дълго отборът изиграва и първата си среща срещу сборен отбор от играчи на Интернационал Торино и ФБК Торинезе.
Постепенно започва развитието на футбола в Италия – през 1898 г. се основава Италианска футболна федерация и се провежда първият официален турнир Италиански футболен шампионат. Дженоа е първият официален шампион. На 8 май 1898 г. те печелят това призвание след победа над Интернационал Торино с 3:1 след продължения. През следващата година Дженоа печели втората си поредна титла, като побеждава ФБК Торинезе с 3:1.
Същата година отборът сменя цвета на своите екипи – вертикално бяло-сини линии, известни като „бианкоблу“. През 1900 г. Дженоа установява тотална доминация в шампионата на Италия, след като печели своята трета поредна титла след победа над местния съперник Сампдория със 7:0. Дженоа прави нова смяна на екипите, като въвежда днешните червено-сини вертикални ивици, които им носят названието „рособлу". Следващите години Дженоа печели още една титла на Италия. Дженоа е първият италиански клуб, който изиграва среща с отбор от друга държава. Това се случва на 27 април 1903 г. в град Ница, Франция срещу местния отбор. Следващите години отборът бележи спад в своето представяне. Най-пагубният период за отбора през тези години е по време на Първата световна война, когато загиват няколко основни играчи на отбора и основателят му. В годините след Първата световна война отборът се налага като най-добрия северен отбор в Италия.
През сезон 1922/23, Дженоа печели титлата след победа над отбора на Лацио с 6:1. През следващата година отборът, предвождан от Джовани Де Пра, Луиджи Бурландо и Ренцо ди Вечи печели Скудетото за пореден път. С узурпирането на властта в Италия от Бенито Мусолини и фашисткия му режим, през 1928 г., отборът на Дженоа е принуден да се раздели с английските части от името си и е принуден да се преименува на „Genova 1893 Circolo del Calcio“.
През този период отборът се състезава в Европейската купа, като стига до четвъртфинал през 1928 г. и финал, който губи през 1929/30 г. Следващите сезони за отбора на Дженоа са с променлив успех – през 1936/37 година печелят Купата на Италия, но в първенството остават едва 6-и.
След края на Втората световна война, Дженоа престава да бъде водещ отбор и се превръща в отбор от средата на таблицата. През 1959/60 година отборът изпада в долна дивизия, но на следващата успява да се завърне в елита на Италианския футбол и да спечели Купата на Алпите през 1962 г.
През 70-те години на 20 век отборът се лута между различните дивизи на Италия. През 80-те години под ръководството на Луиджи Симони, Дженоа печели сребърните медали в първенството на Италия.
През 90-те години Дженоа се подвизава през по-голямата част от времето в Серия Б. През 2005 г. отбора печели промоция за Серия А, но е разследван за уреждане на последния мач от сезона с Венеция, от чието спечелване зависи промоцията на отбора. Федерацията на Италия преценява, че клубът е виновен по този казус и го изпраща да играе в Серия Ц1. В последващите години отборът печели поседователно промоции за всяка по-горна серия и през 2007 г. се завръща в Серия А.
Дженоа е многократен участник в европейските клубни турнири. Най-големият успех на отбора е достигането до полуфинал за Купата на УЕФА през сезон 1991/92.

## Успехи

### Национални
- Серия А 
  -  Шампион (9): 1897/98, 1898/99, 1899/1900, 1901/02, 1902/03, 1903/04, 1914/15, 1922/23, 1923/24
  -  Вицешампион (8): 1901, 1905, 1912/13, 1913/14, 1921/22, 1924/25, 1927/28, 1929/30
- Купа на Италия:
  -  Носител (1): 1937
  -  Финалист (1): 1940
- Серия Б:
  -  Шампион (6): 1934/35, 1952/53, 1961/62, 1972/73, 1975/76, 1988/89
- Серия С/Серия С1:
  -  Шампион (1): 1970/71 (група Б)

### Международни
- Купа на УЕФА:
  - 1/2 финалист (1): 1991/92
- Купа Митропа:
  -  Финалист (1): 1990
- Купа на Алпите:
  -  Носител (3): 1962, 1964, 1991
- Англо-Италианска купа:
  -  Носител (1): 1996

## Състав
Към Юни 2024:
Вратари: Хосеп Мартинез; Никола Леали; Франц Щолц; Симоне Калвани; Даниеле Сомарива.
Защитници: Кони Де Виндер; Йохан Васкез; Алан Матуро; Матиа Бани; Джорджо Читадини (под наем от Монца); Алесандро Воляко; Аарон Мартин; Реджисиано Хапс (под наем от Венеция); Джед Спенс (под наем от Тотнъм); Стефано Сабели.
Халфове: Милан Бадел; Емил Боинен; Мортен Френдруп; Мортен Торсби; Руслан Малиновски.
Нападатели: Жуниор Месиас; Алберт Гудмундсон; Матео Ретеги; Витиня (под наем от Олимпик Марсилия); Давид Анкейе; Калеб Екубан. 

## Известни бивши футболисти
Диего Милито; Тиаго Мота; Омар Милането, Марко Роси, Рафаеле Паладино, Марко ди Вайо; Ернан Креспо; Родриго Паласио; Кевин Строотман; Сократис Папастатопулос; Алесио Скарпи; Доменико Кришито; Джузепе Скули; Марко Бориело; Лусиано Фигероа; Матео Ферари; Джузепе Биава; Салваторе Бокети; Стефан ел Шаарауи; Бошко Янкович; Марко Амелиа; Матиа Перин; Емилиано Морети; Дарио Дайнели; Джандоменико Место; Андреа Ранокиа; Кахабер Каладзе; Лука Антонели; Рафиня; Лука Тони; Мигел Велосо; Юрай Куцка; Стефано Стураро; Антонио Флоро Флорес; Матиа Дестро; Едуардо; Себастиан Фрей; Кристиано Лупатели; Фернандо Белуши;  Давиде Биондини; Алберто Джилардино; Лукас Прато; Чезаре Бово; Хуан Мануел Варгас; Матусалем; Андреа Бертолачи; Чиро Имобиле; Николас Бурдисо; Симе Вършалко; Рикардо Сентурион; Факундо Ронкалиа; Алесандро Матри; Кристиан Ансалди; Горан Пандев; Диего Пероти; Лукас Окампос; Джоавни Симеоне; Джузепе Роси; Кристиан Ромеро; Кшиштоф Пьонтек; Кристиан Сапата; Ласе Шоне; Валон Бехрами; Джанлука Скамака; Салваторе Сиригу; Федерико Маркети; Фелипе Кайседо; Джанлука Синьорини; Фулвио Коловати; Бранко; Томас Скурави; Карсол Агилера; Кристиан Панучи; Дан Петреску; Микеле Падовано; Винченцо Монтела; Мохамед Калон; 

## Бивши треньори
Джан Пиеро Гасперини; Освалдо Баньоли; Луиджи Симони; Роберто Донадони; Франческо Гуидолин; Чезаре Прандели; Луиджи Делнери; Алберто Малезани; Делио Роси; Джеймс Спенсли;

## Български футболисти
- Андрей Гълъбинов: 2017/18 - (20 мача - 3 гола)